# غريغوري هاتشينسون
غريغوري هاتشينسون (بالإنجليزية: Gregory Hutchinson)‏ هو موسيقي أمريكي، ولد في 16 يونيو 1970 في بروكلين في الولايات المتحدة.

## وصلات خارجية
- غريغوري هاتشينسون على موقع ميوزك برينز (الإنجليزية)
- غريغوري هاتشينسون على موقع أول ميوزيك (الإنجليزية)
- غريغوري هاتشينسون على موقع ديسكوغز (الإنجليزية)